# Калинино (Илишевский район)
Калинино (баш. Калинин) — деревня в Илишевском районе Республики Башкортостан Российской Федерации. Входит в состав Аккузевского сельсовета. 

## География

### Географическое положение
Расстояние до:
- районного центра (Верхнеяркеево): 28 км,
- центра сельсовета (Аккузево): 4 км,
- ближайшей ж/д станции (Буздяк): 135 км.

## Население
| 2002 | 2009 | 2010 |
| ---- | ---- | ---- |
| 61   | ↘47  | ↘38  |

Национальный состав
Согласно переписи 2002 года, преобладающая национальность — башкиры (100 %).